# Deepstep
Deepstep és un poble dels Estats Units a l'estat de Geòrgia. Segons el cens del 2000 tenia 132 habitants.

## Demografia
Segons el cens del 2000, Deepstep tenia 132 habitants, 54 habitatges, i 40 famílies. La densitat de població era de 65,3 habitants per km².
Dels 54 habitatges en un 37% hi vivien nens de menys de 18 anys, en un 72,2% hi vivien parelles casades, en un 3,7% dones solteres, i en un 24,1% no eren unitats familiars. En el 24,1% dels habitatges hi vivien persones soles el 16,7% de les quals corresponia a persones de 65 anys o més que vivien soles. El nombre mitjà de persones vivint en cada habitatge era de 2,44 i el nombre mitjà de persones que vivien en cada família era de 2,9.
Per edats la població es repartia de la següent manera: un 21,2% tenia menys de 18 anys, un 4,5% entre 18 i 24, un 27,3% entre 25 i 44, un 26,5% de 45 a 60 i un 20,5% 65 anys o més.
L'edat mediana era de 42 anys. Per cada 100 dones de 18 o més anys hi havia 100 homes.
La renda mediana per habitatge era de 44.583 $ i la renda mediana per família de 51.875 $. Els homes tenien una renda mediana de 32.500 $ mentre que les dones 25.000 $. La renda per capita de la població era de 20.182 $. Entorn del 4,9% de les famílies i el 3,3% de la població estaven per davall del llindar de pobresa.

## Poblacions més properes
El següent diagrama mostra les poblacions més properes.